# 千本木彩花
千本木彩花（日语：／ Senbongi Sayaka，1995年11月24日—），日本女性配音員。I'm Enterprise所屬。出身於埼玉縣。A型血。

## 來歷
小學時期因看了《新世紀福音戰士》得知有配音員的工作。國中2年級至3年級觀賞了《K-ON！輕音部》等深夜動畫覺得很棒很有趣，而決定將來要成為配音員。高中2年級時進入日本播音演技研究所大宮分校。由於高中時期每天放學和星期六有吹奏樂社的練習，因此每星期來回日本播音演技研究所1次。同研究所畢業之前和高中在學期間，以深夜電視動畫《歸宅部活動記錄》聲演要角九重克蕾雅出道。
2014年，加入現在所屬I'm Enterprise。
2016年，以《甲鐵城的卡巴內里》中的無名，在電視動畫第一次被提拔為女主角。並於同年10月播出的另一齣電視動畫《少女編號》中的烏丸千歲第一次被提拔為主役。
2017年，榮獲第11屆聲優獎的新人女聲優獎。
2019年10月起，擔任廣播節目《奔跑吧！歌謠曲》的週六主持人。並在同年10月（凌晨3時到5時這2小時）進行深夜節目的直播。
2019年12月29日，與同行畠中祐宣布結婚，2人在《甲鐵城的卡巴內里》曾經共演男女主角。

## 人物
高中在學期間是吹奏樂社所屬，並在大賽中出場，負責的樂器是Boehm式B♭單簧管。
《甲鐵城的卡巴內里》跟千本木一起參加配音的內田真禮稱讚她說，從故事一開始（第1話）已經塑造出角色（無名）的形象。
千本木演《少女編號》主角烏丸千歲是經過工作人員舉辦該角色的試鏡會，從一百多名參加人士之中選出，但其實她當初參加的是要角久我山八重的試鏡。導演井畑翔太與原作者渡航2人共同表示：「只有千本木的表演方式是好的，而大多數配音員都是看周圍氣氛適度踩煞著，卻只有她（千本木）處於油門要踩到底才能爬上高坡的頂端之狀態在加速」形容。此外，井畑還評論說，「我們要求她挑戰一些困難的配音任務，這些就算交給資歷高出千本木一到兩個世代的專業聲優來做都不為過的難事，身為新人的她卻很漂亮地達到了我們的要求」。

## 演出作品
※粗體字表示說明飾演的主要角色。

### 電視動畫
2013年
- 歸宅部活動記錄（九重克蕾雅[8]）

2014年
- 啊咧（日语：犬猫アワー_47都道府犬R%26にゃ〜めん#にゃ〜めん）（女高中生、客人）
- 刀劍神域II（女學生）

2015年
- 歌之王子殿下 真愛革命（觀眾）
- 機動戰士鋼彈 鐵血的孤兒（庫拉卡·克里芬）
- 銃皇無盡的法夫納（物部悠〈幼年時期〉、接線員B）
- 若葉女孩（聲2〈九葉〉）

2016年
- 偶像學園STARS！（2年級生）
- 赤髮白雪姬（女官）
- 告訴我吧！辣妹子（傲嬌乃[15]）
- 少女編號（烏丸千歲[16]）
- Classica Loid（小孩）
- 競女!!!!!!!!（中澤唯）
- 甲鐵城的卡巴內里（無名[17]）
- 吸血鬼僕人（瑪莉[18]）
- 齊木楠雄的災難（女子C、同學B）
- 最弱無敗神裝機龍（女學生A）
- 在下坂本，有何貴幹？（女學生）
- 灼熱的桌球娘（木之下菊）
- 食戟之靈 貳之皿（女性記者A）
- JoJo的奇妙冒險 不滅鑽石（女學生B）
- TRICKSTER -來自江戶川亂步「少年偵探團」-（日语：TRICKSTER -江戸川乱歩「少年探偵団」より-）（花崎健介〈幼年時期〉）
- 春&夏事件簿 ～春太與千夏的青春～（山崎希）
- 一人之下 the outcast（女孩子）
- ViVid Strike！（同學）
- 疾走王子Alternative（女孩子）
- 重裝武器（美人搜查官）
- 魔奇少年 辛巴達的冒險（村裡的女性A）
- 超心動！文藝復興（愛咲小花[19]）
- 迷家（優乃[20]、老師）

2017年
- 鬼平（阿順[21]、奉公人B）
- piace ～我的義大利料理～（七瀨萌里菜[22]）
- 清戀（女學生）
- Re:CREATORS（小孩）
- 時鐘機關之星（昂克兒[23]）
- 進擊的巨人 Season 2（妮法）
- 騎士&魔法（斯特凡妮婭·塞拉帝[24]）
- 單蠢女孩（阿久津瑠璃[25]）
- Infini-T Force（宮崎梨沙）
- Just Because！（佐藤真由子[26]）
- 動畫同好會（上井草有栖[27]）
- 調教咖啡廳（小孩、女高中生、麻冬的弟弟）
- 無論何時我們的戀情都是10厘米。（下級生C、女子）
- LoveLive！Sunshine!! (第2期)（偶像B、解答者B）

2018年
- 龍王的工作！（供御飯萬智[28]／鵠）
- 伊藤潤二驚選集（女子2）
- 比宇宙更遠的地方（保母、田徑社員）
- 紫羅蘭永恆花園（奧莉維雅·韋布斯特）
- 沒有心跳的少女 BEATLESS（瑪莉）
- 琴之森
- 平交道時間（愛[29]）
- 和風喫茶鹿楓堂（水〈幼少、中學時期〉）
- 奴隸區 The Animation（葛飾授理愛[30]）
- 食戟之靈 餐之皿（席拉）
- 最終休止符 -無止境的螺旋物語-（アシ子）
- 黃金神威（女性客人）
- 異世界魔王與召喚少女的奴隸魔術（賽勒絲汀娜·波特萊爾[31]、朋友）
- OVERLORD III（席庫絲絲）
- 進擊的巨人 Season 3（妮法）
- 千銃士（安娜）
- 天狼 Sirius the Jaeger（塔瑪拉、阿鈴）
- 前進吧！登山少女 Third Season（伊野）
- 溫泉屋小女將（藤原葵[32]）
- 黑色五葉草（2018～2019，瑪莉艾拉[33]）
- 傀儡馬戲團（馬克）
- 終將成為妳（學姊）
- 關於我轉生變成史萊姆這檔事（大鬼族→朱菜[34]）
- JoJo的奇妙冒險 黃金之風（2018～2019，特莉休·烏納[35]、特莉休·烏納〈葛德·米斯達〉）
- 隔壁的吸血鬼美眉（女學生B）
- 我讓最想被擁抱的男人給威脅了。（工作人員A）

2019年
- 偶像活動Friends！ ～閃耀的寶石～（假輝夜）
- 超可動女孩1/6（蓓兒諾雅[36]）
- 一弦定音！（泉朝乃）2系列
- 街角魔族（佐田杏里[37]）
- 女高中生的虛度日常（USB）
- 籃球少年王（2019～2020，藪內圓[38]）
- 廚病激發BOY（渡瀨菜菜子[39]）
- BEASTARS（春[40]、貓）
- 刺客守則（諾瑪、上級生女）
- No Guns Life（凛子）
- 刀劍神域 Alicization War of Underworld（莉琵雅·扎恩克爾）
- 超人高中生們即便在異世界也能從容生存！（貞德·德·盧布朗[41]）
- 寶可夢 旅途（少女訓練師、「收服靈感！Let's寶可猜謎!!」旁白、菊菜[42]、偷兒狐、沙鈴仙人掌）

2020年
- Healin' Good ♥ 光之美少女（2020～2021，木的元素精靈[43]、氣泡的元素精靈、涼子、雷的元素精靈、太陽的元素精靈、莉莉的母親、空氣的元素精靈）
- 空挺Dragons（娜娜美[44]）
- 魔法紀錄 魔法少女小圓外傳（電話的聲音）
- 寶可夢 旅途（少年、小箭雀、淚眼蜥）
- 食戟之靈 豪之皿（席拉）
- 彼得·格里爾的賢者時間（碧格麗特·潘切塔[45]）
- GO！GO！原子小金剛
- 池袋西口公園（魅音）
- Love Live！虹咲學園學園偶像同好會（支倉笠音）

2021年
- BEASTARS（第2期）（春、羊駝、廣播DJ）
- 關於我轉生變成史萊姆這檔事 第2期（朱菜）
- 奇蛋物語 Wonder Egg Priority（綾香）
- SK∞（喜屋武月日、少年菊池）
- 堀與宮村（一條千佳）
- 卡片戰鬥!! 先導者 overDress（近導雪子）
- 雪雪雪 雪糕君（布魯恩[46]）
- 關於我轉生變成史萊姆這檔事 轉生史萊姆日記（朱菜[47]）
- 異世界魔王與召喚少女的奴隸魔術Ω（賽勒絲汀娜·波特萊爾）
- 新幹線戰士Z（吾孫子霞[48]）
- 結城友奈是勇者 啾嚕！（秋原雪花）
- 七騎士：革命 -英雄的繼承者-（克蕾婭）
- 持續狩獵史萊姆三百年，不知不覺就練到LV MAX（法露法[49]）
- 寶可夢 旅途（橙花蓓蓓、超能妙喵、小豪的霜奶仙、冰伊布(米奇)、坦克臭鼬、多龍梅西亞）
- 夢夢貓 Mix！（麻子）
- 歌劇少女!!（渡邊更紗[50]）
- 急戰5秒殊死鬥（續命院冴子）
- 魔法紀錄 魔法少女小圓外傳 2nd SEASON -覺醒前夜-（和泉十七夜）
- 鬼滅之刃 無限列車篇（辮子少女）
- 境界戰機（吉田百合）

2022年
- 天才王子的赤字國家重生術（芙拉妮雅）
- 暗芝居 第10期
- 寶可夢 旅途（啪咚猴、魔尼尼）
- 魔法紀錄 魔法少女小圓外傳 Final SEASON -淺夢的黎明-（和泉十七夜）
- 街角魔族 2丁目（佐田杏里[51]）
- Love Live！虹咲學園學園偶像同好會（第2期）（支倉笠音）
- 雪雪雪 雪糕君2（布魯恩）
- 武藏野！（櫻木錦[52]、旁白）
- 徹夜之歌（夜守更〈9歲〉）
- Extreme Hearts（SaKo[53]）
- 卡片戰鬥!! 先導者 will+Dress（近導雪子）
- 泡泡糖忍戰（レオナ）
- 彼得·格里爾的賢者時間 Super Extra（碧格麗特·潘切塔）
- 令和的Di Gi Charat（動畫女子③）
- 明日方舟 黎明前奏（弒君者[54]）
- 孤獨搖滾！（廣井菊理）

2023年
- 轉生公主與天才千金的魔法革命（艾妮絲菲亞·溫·帕雷提亞[55]）
- 在地下城尋求邂逅是否搞錯了什麼IV 深章 厄災篇（五條野·輝夜[56]）
- 真·進化果實～不知不覺踏上勝利的人生～（誠一〈少年〉）
- 寶可夢 旅途 目標是寶可夢大師（跳跳豬）
- 天國大魔境（貴留子[57]、竹早桐子）
- 在異世界獲得超強能力的我，在現實世界照樣無敵～等級提升改變人生命運～（御堂美羽[58]）
- 黃金神威（宇佐美的姊姊）
- 香格里拉·開拓異境～糞作獵手挑戰神作～（Animalia[59]）
- 絆之Allele（XR學生3）
- 明日方舟 冬隱歸路（弒君者[60]）
- MF GHOST 燃油車鬥魂（沙奈）
- 鴨乃橋論的禁忌推理（玉田）

2024年
- 迷宮飯（瑪露希爾[61]）
- 魔都精兵的奴隸（錢函可可[62]）
- 非自願的不死冒險者（伊莎蓓兒）
- 公主殿下，「拷問」的時間到了（吉爾葛[63]）
- 怪獸8號（小此木心美[64]）
- 關於我轉生變成史萊姆這檔事 第3期（朱菜[65]）
- 神奇柑仔店 錢天堂（糸井果林）
- 偶像大師 閃耀色彩（弟）
- 地下城中的人（克蕾伊[66]）
- MF GHOST 燃油車鬥魂 2nd Season（沙奈）
- 魔王陛下RETRY！R（祈菈·克茵）
- 香格里拉·開拓異境～糞作獵手挑戰神作～ 2nd season（Animalia[67]）
- 魔法光源股份有限公司（前輩）
- 菇狗（椿[68]）
- 轉生貴族憑鑑定技能扭轉人生～繼承弱小領土後，招募優秀人才打造最強領土～ 第2期（瑪麗亞）
- 一兆＄遊戲（二葉[69]）
- 最狂輔助職業【話術士】世界最強戰團聽我號令（少年雷翁）
- 蠟筆小新（千代）

2025年
- 我獨自升級 Season 2 -Arise from the Shadow-（五月女千結）
- 終究，與你相戀。（星奈）
- 持續狩獵史萊姆三百年，不知不覺就練到LV MAX ～其二～（法露法[70]）
- 安妮·雪利（芙蘿拉·史賓賽）
- 正義使者 -我的英雄學院之非法英雄-（蜂須賀九印[71]）
- 真·侍傳 YAIBA（撫子[72]）
- 感謝對戰。 ～大小姐才不玩格鬥遊戲～（犬井夕[73]）

2026年
- 公主殿下，「拷問」的時間到了（第2期）（吉爾葛[74]）
- 地獄模式 ～喜歡挑戰特殊成就的玩家在廢設定的異世界成為無雙～（薩希爾[75]）
- 魔都精兵的奴隸2（錢函可可[76]）

時期未定
- BLACK TORCH 闇黑燈火（鬼子母神一華[77]）

### OVA
2017年
- 百無禁忌！女高中生私房話（傲嬌乃）[注 1]
- 噬血狂襲II（羽波唯里）

2018年
- 噬血狂襲III（羽波唯里[78]）

2019年
- 關於我轉生變成史萊姆這檔事（2019～2020，朱菜）[注 2]

2020年
- 噬血狂襲 消失的聖槍篇（羽波唯里）
- 噬血狂襲IV（羽波唯里）
- 廚病激發BOY（渡瀨菜菜子）[注 3]

2022年
- 噬血狂襲 FINAL（羽波唯里）

### 電影動畫
2018年
- 劇場版 進擊的巨人 Season 2～覺醒的咆哮～（妮法）
- 劇場版 吸血鬼僕人 -Alice in the Garden-（瑪莉[79]）

2019年
- Love Live! Sunshine!! 學園偶像電影～彩虹彼端～（女學生）
- 就算明天世界毀滅（泉琴子[80]）
- 甲鐵城的卡巴內里 ～海門決戰～（無名[81][82]）

2020年
- 劇場版 鬼滅之刃 無限列車篇[83]（辮子少女）
- 怪物彈珠 THE MOVIE 路西法 絕望的黎明（薩基爾）
- 劇場版 Fate/Grand Order -神聖圓桌領域卡美洛- 前篇 Wandering; Agateram（靜謐的哈桑[84]）

2021年
- 劇場版 Fate/Grand Order -神聖圓桌領域卡美洛- 後篇 Paladin; Agateram（靜謐的哈桑[85]）
- 銀河騎士傳 織愛之星（水城管制官 汐）
- 龍與雀斑公主
- EUREKA／交響詩篇艾蕾卡7 HI-EVOLUTION（萊德・茨）

2022年
- 泡泡（兔[86]）
- 劇場版 關於我轉生變成史萊姆這檔事 紅蓮之絆篇（朱菜[87]）

2026年
- 劇場版 關於我轉生變成史萊姆這檔事 蒼海之淚篇（朱菜[88]）

### 網路動畫
2015年
- 進研研究會高校講座（日语：進研ゼミ高校講座） 短篇動畫「TURNOVER」（愛[89]）

2017年
- 人力戰艦!? 汐風、澤風（經理白水）[注 4]

2018年
- 約束的七夜祭（日语：約束の七夜祭り）（瀨之澤香織[90]）

2019年
- （2019～2020，牧野[91]）
- 交鋒聯盟 Gear Gadget Generators（日语：ファイトリーグ）（米絲緹·傑特[92]）
- 路西法結婚遊戲（薩基爾）
- 鋼彈創鬥者 潛網大戰Re:RISE（2019～2020，薩格里）2系列

2021年
- 告訴我吧北齋！-THE ANIMATION-（日语：夢をかなえる爆笑! 日本美術マンガ おしえて北斎!#Webアニメ）（菱田旬子）
- 寶可夢進化（櫻花）

2022年
- 寶可夢 被稱為神的阿爾宙斯（由克希）
- 爆丸Evolutions（ジョージ）

2024年
- Fate/Grand Order 搞不懂的藤丸立香 第2期（静谧哈桑）
- BEASTARS FINAL SEASON（春[93]）

### 遊戲
2014年
- 聖域謎城（奧古斯都、張良）
- 海盜幻想曲（維羅妮卡[94]）
- 激鬥！爆裂學園（綾吊傀儡、多鎌葉鈴子、冷泉院棘）
- 戰國之虎Z
- 封印勇者！瑪恩島與空之迷宮（“絵筆に生命を乗せる絵師”ピクト）

2015年
- 求生檔案 -天空的彼端-
- 萬千回憶（日语：サウザンドメモリーズ）（[95][96]）
- 暗夜血姬（アリエル、[97][98][99]）
- BraveSword×BlazeSoul（日语：ブレイブソード×ブレイズソウル）[100]
- 競速女孩（日语：レーシング娘。）（濱松亞瑠、石川福）

2016年
- 我家公主最可愛（雙頭犬姬 歐特魯斯）
- 最終騎士 -X fragments-（美莫薩）
- 魔法使與黑貓維茲（2016～2019，米菈諾·沙利斯、[101]）
- 為了誰的鍊金術師（吉露露）
- 天穹之阿爾克爾斯（[102]）
- Fate/Grand Order（靜謐的哈桑）
- 編隊少女（日语：編隊少女 -フォーメーションガールズ-）（[103]）
- 戰艦少女R（電[104]）
- LINE 潛空之復國記（伊迪亞）
- 阿卡西紀錄（三藏三藏）
- （無名）
- HIDE AND FIRE（梅）
- 政劍宣言（日语：政剣マニフェスティア）

2017年
- AKIBA'S TRIP Festa！（蓓爾媞由·布蘭[105]）
- 偉大馬爾什的迷宮（日语：グランマルシェの迷宮）（莉潔）
- 重力異想世界完結篇
- 神域召喚（日语：ヴァルキリーコネクト）（狂戰士貝魯）
- 學園少女殭屍獵人（神條惠南[106]）
- 異度神劍2（梅）
- 萌戰雙馬尾（2015～2019）
- Song of Memories（栗原夏目[107]）
- 變強了再NEW GAME（伊織、提亞、海蓮納[108]）
- 冷然之天秤（風見千鳥[109]）
- 戰鬥女子學園（酒出茉梨）
- 燃燒奧德賽（白銀弓狼）
- 幻靈物語 ～爆裂三國大戰～（關銀屏、步練師）
- BLUE REFLECTION 幻舞少女之劍（西田早苗[110]）
- 魔物娘☆後宮（日语：モン娘☆は〜れむ）（泡沫楓）
- 結城友奈是勇者 花結的閃耀（秋原雪花[111]）
- 消滅都市（亞美）
- 無夜國度2 ～新月的新娘～（阿爾謝·亞那托利亞[112]）
- 四女神Online Cyber Dimension Neptune（[113]）
- 進擊的巨人2 ～未來的座標～（妮法）
- 天使帝國 幻獸之月（フィーダ）
- 天華百劍 -斬-（童子切安綱）
- 神隱幻姬（アンクル）

2018年
- 秋之回憶 -無垢少女-（嘉神川諾艾爾[114]）
- 終幕彼女（心音優愛）
- 白貓Project（那岐[115]）
- 機動戰隊（瑪蒂爾達、蘇瑞）
- 刀鋒之戰（レナクリス）
- 真·女神轉生Liberation（日语：D×2 真・女神転生 リベレーション）（女主角[116]）
- 名偵探皮卡丘
- 龍星的瓦爾尼爾（米妮莎[117]）
- 慟哭之星（幡田未來[118]）
- 幻想神域 -Link of Hearts-（狂醉之妖刀 村正）
- 魔法紀錄 魔法少女小圓外傳（和泉十七夜）
- 深淵地平線（矢矧、威爾斯親王、馬拉特）
- 三國BASSA!!（夏侯淵）
- 異世界魔王與召喚少女的奴隸魔術 X Reverie（賽勒絲汀娜·波特萊爾）
- 命運之子（土星）
- 致命裝甲（菲爾米亞）
- 神域召喚（日语：ヴァルキリーコネクト）（冥炎神迦具土）
- 甲鐵城的卡巴內里 -亂- 開始的軌跡（無名）

2019年
- 刀劍神域Alicization Rising Steel（莉琵雅·扎恩克爾）
- 荒野的壽飛行隊 天空的起飛少女！（[119]）
- Dragalia Lost ～失落的龍絆～（妃麗恰[120]）
- 黑騎士與白魔王（朱菜）
- 陸行鳥大冒險 EVERY BUDDY！（日语：チョコボの不思議なダンジョン 時忘れの迷宮）（席洛瑪[121]）
- 格林回音（史卡蕾特[122]）
- 告別回憶 ～無垢少女～ 致最愛的你（嘉神川諾艾爾）
- Engage Princess ～沉睡的姬君與夢的魔法使（日语：エンゲージプリンセス〜眠れる姫君と夢の魔法使い〜）（碧翠絲[123]）
- Sevens Story（日语：セブンズストーリー）（櫻花）
- 夢幻模擬戰I&II（蕾荻茜雅[124]）
- 東京Conception（朱菜）
- 私立凡爾玫瑰學園 ～凡爾賽玫瑰Re*imagination～（山田凰壽華瑠[125]）
- 言靈戰士（日语：共闘ことばRPG コトダマン）（朱菜）
- 進擊的巨人2 -Final Battle-（妮法）
- Lost Archive（月天之暗殺者 千夜）
- 崩壞的懷疑主義者（千春[126]）
- 寶可夢大師（琴音）
- 進擊的巨人TACTICS（妮法）
- 崩壞3rd（ビオラ）
- 棕色塵埃（日语：ブラウンダスト）（朱菜）
- 龍之谷M（艾琳）
- GoetiaX 命運的反抗者（朱菜）

2020年
- FINAL FANTASY BRAVE EXVIUS（日语：ファイナルファンタジー ブレイブエクスヴィアス）（拿基）
- JOJO's PITTER-PATTER POP（特莉休·烏納）
- 元素物語（日语：エレメンタルストーリー）（朱菜）
- 練愛球園（朱菜）
- 夢幻之星Online2（男性共通牧野聲音）[注 5]
- 社長，戰鬥的時間到了！（賽緹·辛克萊兒）
- 逆轉奧賽羅尼亞（鬼人姬 朱菜）
- CARAVAN STORIES（日语：CARAVAN STORIES）（哈魯[127]）
- De:Lithe～忘卻的真王與盟約的天使～（朱菜[128]）
- 在地下城尋求邂逅是否搞錯了什麼 ～記憶憧憬～（五條野·輝夜[129]）
- 八方旅人 大陸的霸者[130]
- 塗鴉英雄（日语：グラフィティスマッシュ）
- 伽羅少女（多寶丸）
- 龍王的工作！（供御飯萬智）
- 守望傳說（醉刀客琳恩）

2021年
- 勇者鬥惡龍強敵對決（日语：ドラゴンクエストライバルズ）（莉茵）
- 碧藍幻想（葛溫[131]）
- World of Demons - 百鬼魔道（小夜）
- 符文工廠5（莉維亞[132]）
- 鬼滅之刃 火之神血風譚
- 貞子M 未解決事件偵探事務所（紅葉巴杏）
- 關於我轉生變成史萊姆這檔事 魔王與龍的建國譚（朱菜）
- Crash Fever (哈皮)

2022年
- 少女前线：云图计划（贺莉斯）
- 碧藍航線（布雷斯特[133]）
- 異度神劍3（里克）
- 緋染天空 Heaven Burns Red（山脇·波昂·伊瓦爾）

2023年
- 火焰之紋章 Engage（芙嵐）
- 战双帕弥什 (布偶熊)

2024年
- 怪物彈珠（月下老人）
- 東京都市謎案特搜事件簿（紅葉巴杏）
- 绝区零（铃）

時期未定
- 神角技巧與11名破壞者（日语：神角技巧と11人の破壊者）[134]

### 廣播劇CD
2015年
- 紫電改的真紀（日语：紫電改のマキ）（[135]）[注 6]

2016年
- Trinity Tempo（春日櫻映[136]）

2017年
- BLUE REFLECTION 幻舞少女之劍 -ouverture-（西田早苗）
- 「機動戰士GUNDAM 鐵血的孤兒」EPISODE DRAMA 壹（庫拉卡·克里芬[137]）
- 今天開始靠蘿莉吃軟飯！（小森紗奈[138]）
- Fate/Grand Order 英靈傳承廣播劇CD 英靈傳承異聞 ～巖窟王 愛德蒙·唐泰斯～（愛德[139]）
- Fate/Prototype 蒼銀的碎片 廣播劇CD（暗殺者[140]）
- 和三盆 ～和菓子屋顛末記～ 花（日语：わさんぼん〜和菓子屋顛末記〜）（櫻葉牡丹）

2018年
- 持續狩獵史萊姆三百年，不知不覺就練到LV MAX（2018～2020，法露法[141]）[注 7]
- 牽牛花與加瀨同學 翻唱歌曲&有聲劇場專輯

2019年
- 甲鐵城的卡巴內里 電信報告 鈴木鍛左衛門殺人事件（無名）
- （山田雀宮）

2021年
- 歌劇少女!!（渡邊更紗）

### 數位漫畫
- 人形峠（日语：人形峠 (漫画)）（2018年，藤崎未萌）
- 即使是無法傳遞給妳的絲線 第5冊發行紀念朗讀PV（2019年，鳴瀨歌[142]）

### 廣播節目
※記號表示說明網路廣播。
- 正式上場只有一次電台（2013年6月27日－10月10日，音泉、HiBiKi Radio Station（日语：HiBiKi Radio Station））※
- （2016年，音泉）※[143]
- 千本木彩花、和多田美咲、赤尾光的歡迎來到綠色收成！（2016年－2018年，音泉，超！A&G+）※[144]
- 迷家「納鳴村 村役場廣播課」（2016年，音泉，主持人／每回輪替）※
- 高田憂希、千本木彩花（2016年－現在）※[145]
- 「少女編號」CUTE GIRLS RADIO（2016年，animate Times（日语：アニメイトタイムズ））※[146]
- （2018年，音泉）※[147]
- 奔跑吧！歌謠曲（日语：日野ミッドナイトグラフィティ 走れ!歌謡曲）（2019年－2021年，文化放送）[148]
- 持續狩獵史萊姆三百分，不知不覺就播到三百話（2020年－2021年，Twitter、YouTube）※[149]

### 廣播CD
- 廣播CDVol.1－3（2016年）
- 迷家「納鳴村 村役場廣播課」（2016年）
- DJCD「 ドM謹製 千本木大」（2016年）
- 「少女編號」CUTE GIRLS RADIO CD「盤」（2017年）

### 影像商品
- DVD ！·本渡楓（2019年）

### 外語配音

#### 電視影集
| 作品年份 | 作品名稱                      | 配演角色 | 演員 | 媒介                |
| -------- | ----------------------------- | -------- | ---- | ------------------- |
| 2017     | 女孩我最大 (第6季／The Final) | －       | －   | STAR CHANNEL頻道    |
| 2018     | 重返犯罪現場：紐奧良 (第5季)  | －       | －   | Super！drama TV頻道 |
| 2019     | 性愛自修室                    | 凱特     | －   | Netflix頻道         |
| 2024     | 少女大戰異世界                | 周珍翠   | －   | Netflix頻道         |

### 廣告
- Mnet Smart CM 「戰鬥吧！幽靈」篇（女性[151]）
- 86 第23屆電擊小說大獎得獎作 電視廣告（旁白[152]）

### 旁白
- 音泉 4月訊息（2016年[153]）
- 月刊Newtype 2016年7月號（電視廣告旁白）
- 另一個伊甸園 第2部 東方異象編「時間女神的歸還」（2018年，PV旁白）
- 英雄文庫通信（2018年，旁白）
- MANGA UP！（日语：マンガUP!）（2019年，旁白）

### 電視節目
※記號表示說明網路電視。
- 講談社輕小說文庫頻道（2015年9月2日－2020年9月2日，niconico直播）－主持人 ※
- （AbemaTV：2017年4月26日－2020年3月18日）－飾演  ※
- Animashite（日语：アニメマシテ）（東京電視台：2017年5月15日－5月22日）－節目主持人
- 本渡與千本木的GANGAN GA醬頻道（YouTube、niconico動畫：2018年5月10日－現在）※[154]
- 戀愛喜劇RPG『Engage Princess（日语：エンゲージプリンセス〜眠れる姫君と夢の魔法使い〜）』官方直播（niconico直播：2018年10月25日－2019年6月21日）－節目主持人 ※[155]
- ZIP！（日语：ZIP!）（2019年8月18日－2020年11月23日，ZIP！內單元「♡motto」的聲音）

### 其它
- Angel Festa！（日语：エンジェル・フェスタ!）（朝霞加奈美）
- 有聲書「傀儡之城（日语：のぼうの城）」（甲斐姬[156]）
- 溫泉女孩（長門櫻）
- 矢立文庫（日语：矢立文庫） 宣傳影片第2彈（リアちゃん）

## 音樂作品

### 角色歌曲
| 發行日期 | 標題                                              | 名義 | 曲名                           | 商業搭配                                                |
| 2013年   | 2013年                                            | 2013年 | 2013年                         | 2013年                                                  |
| -------- | ------------------------------------------------- | --- | ------------------------------ | ------------------------------------------------------- |
| 9月18日  | 歸宅部活動記錄 角色歌曲&原聲集 歸宅部@音樂室♪     | 塔野花梨（結名美月）、九重克蕾雅（千本木彩花）                                                                   | 「」                           | 電視動畫《歸宅部活動記錄》片尾主題曲                    |
| 9月18日  | 歸宅部活動記錄 角色歌曲&原聲集 歸宅部@音樂室♪     | 道明寺櫻（小林美晴）、大萩牡丹（相內沙英）、九重克蕾雅（千本木彩花）                                             | 「」                           | 電視動畫《歸宅部活動記錄》片尾主題曲                    |
| 9月18日  | 歸宅部活動記錄 角色歌曲&原聲集 歸宅部@音樂室♪     | 安藤夏希（木戶衣吹）、塔野花梨（結名美月）、道明寺櫻（小林美晴）、大萩牡丹（相內沙英）、九重克蕾雅（千本木彩花） | 「（電視長度）」               | 電視動畫《歸宅部活動記錄》片尾主題曲                    |
| 2015年   |                                                   | |                                |                                                         |
| 11月18日 | 電視動畫『魔物娘的同居日常』Original Soundtrack   | ANM48 | 「」 「狩」                    | 電視動畫《魔物娘的同居日常》劇中插入歌                  |
| 2016年   |                                                   | |                                |                                                         |
| 2月20日  | TrinityTempoCD1 ：                                | ： | 「Stellar Dreams Shine」       | 廣播劇CD《Trinity Tempo》相關歌曲                       |
| 11月16日 | ／Bloom                                           | 少女編號 | 「Bloom」                      | 電視動畫《少女編號》片頭主題曲                          |
| 12月7日  | ／今短夢見乙女                                    | 少女編號 | 「今短夢見乙女」               | 電視動畫《少女編號》片尾主題曲                          |
| 12月7日  | ／今短夢見乙女                                    | 少女編號 | 「虹色Sunrise」                | 電視動畫《少女編號》插入歌曲                            |
| 12月14日 | ☆／SSS                                            | 少女編號 | 「☆」                          | 電視動畫《少女編號》插入歌曲                            |
| 12月21日 | 明日途中                                          | 少女編號+櫻丘七海（佐藤亞美菜）                                                                                  | 「明日途中」                   | 電視動畫《少女編號》插入歌曲                            |
| 12月21日 | 明日途中                                          | 烏丸千歳（千本木彩花）、久我山八重（本渡楓）                                                                     | 「Checkあ」                    | 網路廣播《「少女編號」CUTE GIRLS RADIO》主題歌曲        |
| 2017年   |                                                   | |                                |                                                         |
| 3月1日   | 本日Buono！                                       | 本日主廚 | 「本日Buono！」                | 電視動畫《piace ～我的義大利料理～》片頭主題曲          |
| 3月29日  | 少女編號／角色歌曲·迷你專輯 ～Growing！～         | 烏丸千歳（千本木彩花）                                                                                           | 「Baby Sweet Gi (a)rl」        | 電視動畫《少女編號》相關歌曲                            |
| 3月29日  | 少女編號／角色歌曲·迷你專輯 ～Growing！～         | 少女編號+櫻丘七海（佐藤亞美菜）                                                                                  | 「Growing！」                  | 電視動畫《少女編號》相關歌曲                            |
| 11月22日 |                                                   | GATALIS | 「」                           | 電視動畫《動畫同好會》片尾主題曲                        |
| 11月22日 | 「G·A·T·A·L·I·S！」                               | GATALIS | 電視動畫《動畫同好會》相關歌曲 |                                                         |
| 2018年   |                                                   | |                                |                                                         |
| 1月31日  | Journey to the Sunshine                           | Aqours&私立浦之星女學院一同                                                                                      | 「」                           | 電視動畫《LoveLive！Sunshine!! (第2期)》第2期片尾主題曲 |
| 3月28日  | 機甲統帥 Original Soundtrack                      | 蘿莎莉亞（二之宮愛子）、尼爾德（千本木彩花）                                                                     | 「背中Dead Or Alive」          | 遊戲《機甲統帥》相關歌曲                                |
| 2023年   |                                                   | |                                |                                                         |
| 4月26日  | 孤獨搖滾 BD & DVD 第5巻限定版特典CD               | SICK HACK廣井菊理（千本木彩花）                                                                                  | 「幽靈唯我一人」               | 電視動畫「孤獨搖滾」劇中曲                              |
| 5月26日  | Only for you                                      | 艾妮絲菲亞·溫·帕雷提亞（千本木彩花）、尤菲莉亞·瑪贊塔（石見舞菜香）                                              | 「Only for you」               | 電視動畫「轉生公主與天才千金的魔法革命」ED              |
| 5月26日  | Only for you                                      | 艾妮絲菲亞·溫·帕雷提亞（千本木彩花）、尤菲莉亞·瑪贊塔（石見舞菜香）                                              | 「Take your hand」             | 電視動畫「轉生公主與天才千金的魔法革命」相關曲目        |
| 2024年   |                                                   | |                                |                                                         |
| 6月12日  | 『BLUE PROTOCOL』「星の彼方へ／バファリア聖歌」CD | シャルロット（千本木彩花）、ミルレーネ（日笠陽子）、ララフォルテ（大橋彩香）                                     | 「星の彼方へ」                 | 遊戲「BLUE PROTOCOL」五章劇中曲                         |

## 腳註

## 外部連結
- I'm Enterprise官網的聲優簡介（日語）